# Marie Forså
Inga Marie Forså, Pseudonym Maria Lynn (* 13. Dezember 1956 in Farsta) ist eine ehemalige schwedische Schauspielerin.
Marie Forså spielte in einigen der bedeutendsten schwedischen und international koproduzierten B- sowie pornografischen Filmen der 1970er Jahre mit. Unter ihren Filmen sind Werke wie Der Fluch der schwarzen Schwestern (1973), Justine und Juliette (Justine och Juliette, 1975), Skandinavische Lust (1976) und Kommt her, ihr wilden Schwedinnen (Molly, 1977), in dem sie die Hauptrolle spielte. In Walerian Borowczyks Unmoralische Geschichten (Contes immoraux, 1974) hatte sie ihren bekanntesten Filmauftritt. In dem Episodenfilm war sie eines der Opfer der Gräfin Elisabeth Báthory; ausgerechnet dort spielte sie ihre gewagteste Filmszene. Eine ihrer letzten Filmrollen hatte sie 1979 im schwedischen Kinofilm Vater sein dagegen sehr (Jag är med barn) von Lasse Hallström. Seit 1980 ist sie in keinem Film mehr aufgetreten.
Mitte der 1970er Jahre war Forså so populär, dass über sie im Playboy geschrieben wurde und sie auf Titelblättern von Zeitschriften abgebildet war. Noch 20 Jahre nach ihrem Karrierehöhepunkt wurde ihr im schwedischen Filmmagazin magasin defekt ein Artikel gewidmet. In ihren Filmen wurde sie manchmal auch Maria Lynn und Marie Lynn benannt.

## Filmografie
- 1972: 47:an Löken blåser på
- 1973: Der Fluch der schwarzen Schwestern
- 1973: Unmoralische Geschichten (Contes immoraux)
- 1974: Die Keusche mit den feuchten Lippen (Flossie)
- 1974: Bibi – Lustreport einer Frühreifen (Vild på sex)
- 1975: Butterflies
- 1975: Justine und Juliette (Justine och Juliette)
- 1976: Skandinavische Lust (Bel Ami)
- 1977: Kommt her, ihr wilden Schwedinnen (Molly)
- 1978: Chez Nous
- 1979: …Vater sein dagegen sehr (Jag är med barn)